# Ebrechtella
Ebrechtella Dahl, 1907 è un genere di ragni appartenente alla famiglia Thomisidae.

## Distribuzione
Le dieci specie note di questo genere sono diffuse nella regione paleartica, in quella indomalese e in Nuova Guinea: la specie dall'areale più vasto è la E. tricuspidata, rinvenuta in diverse località dell'intera regione paleartica

## Tassonomia
Non sono stati esaminati esemplari di questo genere dal 2012.
A giugno 2014, si compone di 10 specie ed una sottospecie:
1. Ebrechtella concinna (Thorell, 1877)[2] — dal Pakistan alle Filippine, Celebes, Nuova Guinea
2. Ebrechtella forcipata (Song & Zhu, 1993) — Cina
3. Ebrechtella hongkong (Song, Zhu & Wu, 1997) — Cina
4. Ebrechtella margaritacea (Simon, 1909) — Vietnam
5. Ebrechtella pseudovatia (Schenkel, 1936) — Bhutan, Cina, Taiwan
6. Ebrechtella sufflava (O. P.-Cambridge, 1885) — Pakistan
7. Ebrechtella timida (Thorell, 1887) — Birmania
8. Ebrechtella tricuspidata (Fabricius, 1775) — Regione paleartica
  - Ebrechtella tricuspidata concolor (Caporiacco, 1935) — Karakorum
9. Ebrechtella xinjiangensis (Hu & Wu, 1989) — Cina
10. Ebrechtella xinjie (Song, Zhu & Wu, 1997) — Cina